# Felix Brügmann
Felix Brügmann (* 30. November 1992 in Reinbek) ist ein deutscher Fußballspieler.

## Karriere
Nach seinen Anfängen in der Jugend des SSV Güster, SV Eichede und Eintracht Braunschweig wechselte er im Sommer 2010 zurück zum SV Eichede. Nach einer Saison wechselte er zu seinem Jugendverein SSV Güster. Dort spielte er insgesamt vier Jahre nur unterbrochen durch eine Saison bei der 2. Mannschaft des Hamburger SV. In der Winterpause der Saison 2014/15 erfolgte sein Wechsel zum Oberligisten Altona 93. Nach zwei erfolgreichen Saisons in Hamburg wechselte er im Sommer 2016 zum Regionalligisten 1. FC Lokomotive Leipzig. In der darauf folgenden Saison wechselte er innerhalb der Liga zum Berliner AK 07. Im Sommer 2018 erfolgte sein Wechsel zum FC Carl Zeiss Jena, wo auch sein Bruder Florian unter Vertrag stand. Dort kam er auch zu seinem ersten Einsatz im Profibereich in der 3. Liga, als er am 4. August 2018, dem 2. Spieltag, beim 2:1-Auswärtssieg gegen Preußen Münster in der Startformation stand und ihm in der 38. Spielminute der Treffer zum zwischenzeitlichen 2:0 gelang. Für die Thüringer absolvierte der Stürmer insgesamt 39 Einsätze (13 Tore).
Im Sommer 2019 unterschrieb Brügmann einen Einjahresvertrag beim in die Regionalliga abgestiegenen FC Energie Cottbus. Innerhalb der folgenden Winterpause schloss sich auch sein älterer Bruder Florian dem Klub an.

## Erfolge
- Sachsenpokal-Sieger: 2021/22